# Achille Liénart
Pour les articles homonymes, voir Liénart.
Achille Liénart, né le 7 février 1884 à Lille et mort le 15 février 1973 dans la même ville, communément désigné sous le titre cardinal Liénart, a été évêque de Lille pendant quarante ans. Une telle longévité est assez rare dans l'histoire de l'Église. Son soutien au syndicalisme chrétien lui valut le qualificatif de cardinal rouge qui ne recouvre pas cependant la totalité de son action, qui s'étendait à tous les milieux.
Aumônier du 201e régiment d'infanterie pendant la Grande guerre, curé de la paroisse Saint-Christophe de Tourcoing jusqu'en 1928, il devient à 44 ans le plus jeune évêque de France. Il est créé cardinal moins de deux ans plus tard par Pie XI à un moment où celui-ci souhaite renouveler profondément l'épiscopat français. Le cardinal Liénart accorde, dans la ligne de ce pontificat, une priorité au développement de l'Action catholique, particulièrement de l'Action catholique spécialisée, moyen privilégié de l'évangélisation dans le diocèse de Lille. 
Au cours de la Seconde Guerre mondiale, Achille Liénart collabore activement avec le régime de Vichy, soutenant publiquement la politique du maréchal Pétain ainsi que l'institution du STO et s'abstenant de toute condamnation des persécutions contre les juifs. Il est l'un des plus ardents partisans du concile de Vatican II et l'un des plus importants parmi les évêques libéraux qui souhaitent un assouplissement de la discipline, de la liturgie et de la théologie.

## Biographie

### Éducation et famille
Achille Gustave Louis Joseph Liénart est issu d'une famille appartenant à la moyenne bourgeoisie lilloise. Il est le deuxième d'une famille de quatre enfants : Anna, Marie-Thérèse et Maurice. Son père, Achille Philippe Hyacinthe Liénart (décédé en 1911) est négociant en toile, et sa mère, née Louise Delesalle, élève ses enfants. Il nait rue Princesse à Lille, à deux pas de la maison d'un autre illustre lillois Charles de Gaulle, né six ans plus tard. Leur train de vie n'est pas important et la famille est très unie. Quand il prend ses fonctions d'évêque en 1928, il installe sa mère dans un appartement à l'évêché jusqu'à sa mort en 1932.
En 1891, il entre au collège jésuite Saint-Joseph, situé depuis 1876 rue de Solférino à Lille, où il obtient en 1901 son baccalauréat de philosophie. Sa vocation apparaît tôt: dès sa sortie du collège, il sait qu'il sera prêtre et entre au séminaire d'Issy-les-Moulineaux, près de Paris. Il effectue son service militaire, qui durait deux ans, en octobre 1903 au 43e RI à la citadelle de Lille.
Puis il reprend ses études ecclésiastiques au séminaire Saint-Sulpice à Paris. Comme on le destine à l'enseignement religieux supérieur, il fréquente également l'institut catholique de Paris. Ordonné prêtre le 29 juin 1907 il se spécialise en Écritures saintes à l'institut biblique de Rome dont, en 1909, il est parmi les premiers étudiants. Puis il enseigne au séminaire de Saint-Saulve.
Il est le grand-oncle de l'écrivain Élisabeth Bourgois.

### Première Guerre mondiale
Au début du conflit, bien qu'ayant été réformé RD2 en 1907, il signe un engagement le 7 août 1914 et devient l'aumônier volontaire de l'ambulance 3 de la 51e division de réserve qui est envoyée dans les Ardennes pour soutenir les 1er et 10e corps d'armée à Dinant. Il participe, toujours avec la 51e division, à la bataille de la Meuse en août 1914 et à la bataille de la Marne en septembre 1914.
Le 23 mars 1915, il est nommé à la division d'infanterie du 3e corps d'armée avant d'être, de 1915 à 1919, l'aumônier du 201e RI, qui est un régiment du Nord. Au front, il va au secours des blessés et des mourants. Il sera blessé deux fois : à la cuisse le 13 juillet 1916 et à la nuque le 23 août 1916, pendant la bataille de la Somme. À la fin du conflit, il est démobilisé en mars 1919.
Il devient enseignant au grand séminaire de Lille et s'intéresse de près aux questions sociales.

### Évêque de Lille
En 1926, il est nommé curé doyen de l'église Saint-Christophe de Tourcoing, il étonne encore en se déplaçant à bicyclette, et le 6 octobre 1928, il devient évêque de Lille à seulement 44 ans, plus jeune évêque de France dans un jeune diocèse créé en 1913. Il va le rester quarante ans. Sa nomination par Pie XI surprend, en raison de ses prises de position favorables aux ouvriers du textile face au patronat lillois.
Tout juste nommé, il se pose en médiateur lors de la grande grève d'Halluin, qui dura de septembre 1928 à avril 1929. Il défend l'idée d'un syndicalisme chrétien indépendant.
Le cardinal Liénart, nommé en 1930, plus jeune cardinal au monde, est l'un des six cardinaux français à participer au conclave de 1939 qui élit Pie XII.
Il défend la mémoire de Roger Salengro, maire de Lille, ministre du Front populaire, après son suicide, consécutif à une campagne de calomnie d'une violence extrême : « La politique ne justifie pas tout, la calomnie ou même la médisance sont des fautes que Dieu condamne. »

### Seconde Guerre mondiale
Le 31 mai 1940, la poche de Lille tombe : Lille est occupée. La région Nord-Pas-de-Calais est sous l'autorité de l'Ober Feld Kommandatur ou OFK 670 et de son gouverneur Felzman. Le 5 juin 1940, le cardinal Liénart obtient de Felzman des laissez-passer pour lui ainsi que pour ses collaborateurs afin de pouvoir se déplacer librement en zone « occupée » (le Nord-Pas-de-Calais faisant partie de la zone interdite) et de réorganiser le diocèse de Lille. Le 22 juin 1940, jour de la signature de la convention d'armistice franco-allemande dans la clairière de Rethondes, il est convoqué par Rüdiger, le Regierungspräsident pour le Nord-Pas-de-Calais. Le cardinal s'y présente accompagné de Lotthe[Qui ?]. L'entretien est courtois, le but du cardinal est avant tout de « préserver les conditions pastorales sous l'occupation ».
Le cardinal était à Vichy aux côtés du maréchal Pétain, en avril 1942, lors du renvoi de l'amiral Darlan par les Allemands.
Il déclare dans le Journal de Roubaix daté du 17 avril 1942 : « Pétain est l'homme autour duquel tous doivent se tenir ».
Le cardinal reste silencieux lors des rafles de juifs. Sa position ne se nuance qu'en 1943 à propos du STO. À la suite des événements de la nuit du 1er au 2 avril 1944 lors du massacre d'Ascq, le cardinal Liénart écrit une lettre de protestation au général von Falkenhausen transmise par l'intermédiaire du général-lieutenant Bertram qui le convoque le soir-même à l'OFK. Les services secrets allemands, arrivés sur place, l'autorisent à célébrer lui-même[réf. nécessaire] les funérailles des victimes du massacre le 5 avril 1944.

### Prélat de la mission de France
Après la guerre, « l'évêque rouge » puis le « cardinal rouge » défend encore l'idée des prêtres-ouvriers.
En 1954, le cardinal Liénart accède aux fonctions de prélat de la mission de France. 
Il ajoute à son blason, qui comportait une représentation de Notre-Dame de la Treille (vénérée à Lille depuis le XIIIe siècle), le symbole du pont à trois arches de Pontigny où est situé le siège de la mission de France.
Achille Liénart, fatigué, remet deux fois sa démission. Paul VI l'accepte en 1968. Le cardinal, « un homme tranquille qui a déclenché des tempêtes », se retire à la paroisse Saint-André de Lille, où il meurt à l'âge de 89 ans, le 15 février 1973.

### Vatican II

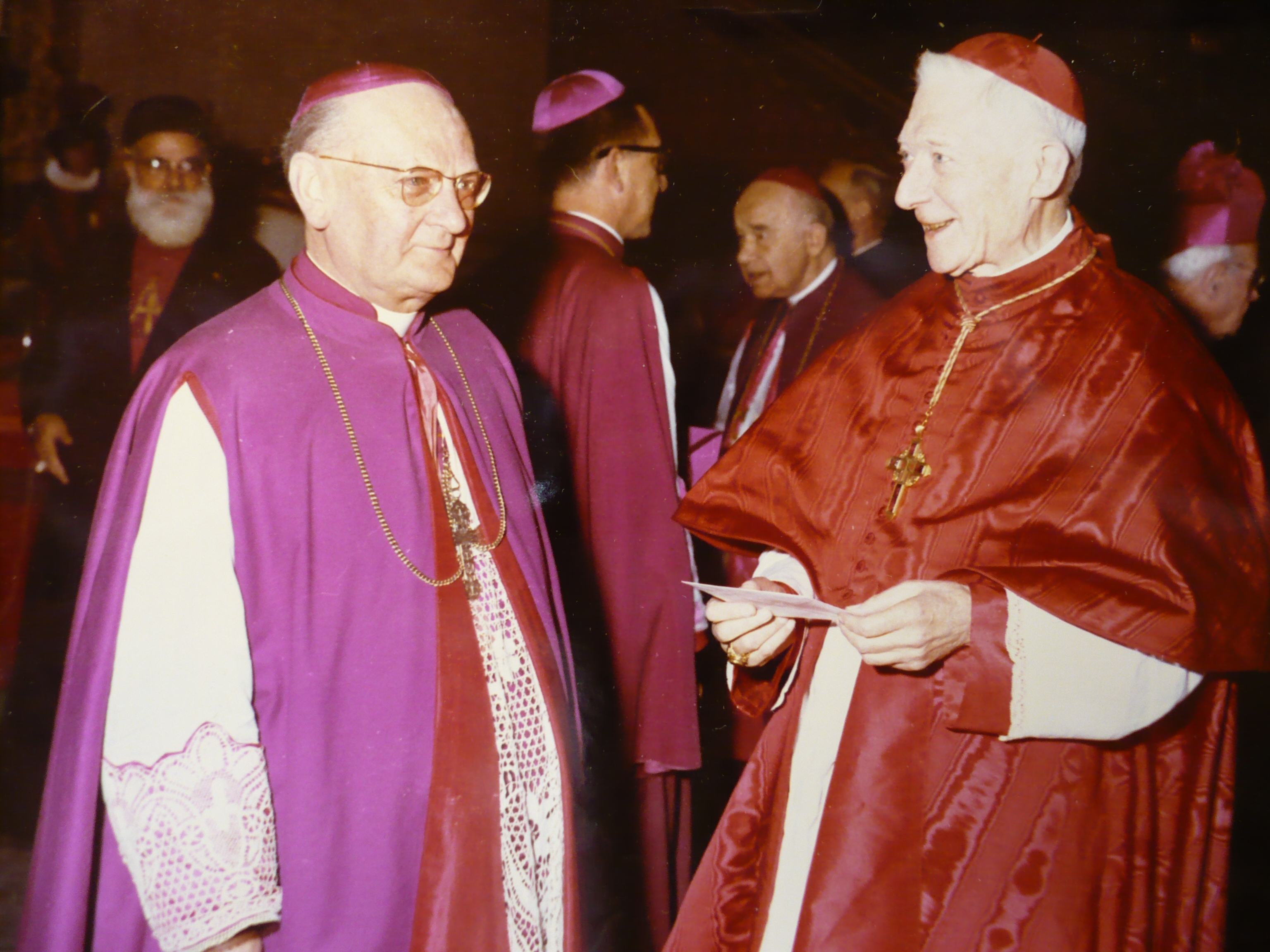
Le cardinal Liénart (à droite) avec Marcel-Marie Dubois pendant le concile Vatican II.

Lors de la première session de travail du convile Vatican II, le cardinal Liénart déclenche un coup de théâtre : alors que l'ordre du jour prévoit un passage direct au vote des textes des commissions préparatoires, il prend la parole avec le cardinal Frings pour demander un débat préalable. 
Le changement de procédure proposé est immédiatement accepté par Jean XXIII. À une immense majorité, les évêques décident alors par un vote de ne pas procéder ainsi que l'ont prévu les commissions préparatoires, mais de d'abord délibérer entre eux, par groupes nationaux et régionaux, ainsi que dans des réunions plus informelles.

## Succession apostolique
Achille Liénart a ordonné les évêques suivants :
- Archevêque Henri-Edouard Dutoit (1931)
- Évêque Louis Liagre (1938)
- Archevêque Armand-Étienne M. Blanquet du Chayla (en), O.C.D. (1939)
- Archevêque Edmond Vansteenberghe (1939)
- Évêque Henri-Marie-Joseph Pinson (1943)
- Évêque Pietro Dib (de) (1946)
- Évêque Pierre Bonneau, C.S.Sp. (1947)
- Évêque Albert-Paul Droulers (1947)
- Archevêque Marcel-François Lefebvre, C.S.Sp. (1947)
- Évêque Henri-Charles Dupont (1951)
- Évêque Émile Élie Verhille, C.S.Sp. (1951)
- Cardinal Alexandre-Charles-Albert-Joseph Renard (1953)
- Évêque Jean-Marie Gaëtan Ogez (pl), M.Afr. (1957)
- Évêque Gérard-Maurice-Eugène Huyghe (1962)
- Évêque Jean-Baptiste-Étienne Sauvage (1962)
- Évêque Adrien-Edmond-Maurice Gand (1964)

## Armes

Blason du cardinal Liénart

Les armes du cardinal Liénart se blasonnent comme il suit :
Écartelé: au premier d'azur à la Vierge de la Treille d'argent, au deuxième et troisième de gueules au pont d'argent à trois arches qui est de Pontigny, au quatrième d'azur au livre des Saints Évangiles d'argent chargé de l'alpha et l'oméga de sable. À la croix de sable chargée en cœur du Sacré Cœur d'or, rayonnant, blessé et enflammé de même, brochant sur les partitions. Accompagné de la devise MILES CHRISTI JESU.

## Hommages

### Distinctions
- Grand-croix de la Légion d'honneur (26 décembre 1969), remis par le président Georges Pompidou[11].
  -  Grand officier de la Légion d'honneur (14 décembre 1961) remis par le président Charles de Gaulle.
  -  Commandeur de la Légion d'honneur (30 juin 1940)
  -  Officier de la Légion d'honneur (19 mai 1936)
  -  Chevalier de la Légion d'honneur (9 octobre 1917), remis par Philippe Pétain.
- Croix de guerre 1914–1918 (6 citations)
- Grand-croix de l'ordre de la Couronne
- Commandeur de l'Ordre Militaire et Hospitalier de Saint Lazare de Jérusalem.

### Art
- Cardinal Liénart, statue en bronze de Jean Roulland (1986), Lille, France
- Statue du Christ, statue rendant hommage au passage du cardinal dans la commune, Cysoing, France
- Une sculpture du portail sud de la Cathédrale Notre-Dame-de-la-Treille représente saint Achille sous les traits du cardinal Liénart[12].

### Lieux
- École Cardinal-Liénart, Villeneuve-d'Ascq
- Collège Cardinal-Liénart, Tourcoing
- Place Cardinal Achille Liénart, Bailleul

## Parcours ecclésiastique
- 1907 : Ordination le 29 juin 1907
- 1915-1919 : aumônier militaire du 201e RI
- 1926-1928 : curé-doyen de l'église Saint-Christophe de Tourcoing
- 1928-1968 : évêque de Lille
- 1930 : cardinal du titre de Saint-Sixte
- 1954-1965 : prélat de la mission de France
- 1962 : membre du conseil de présidence du IIe concile du Vatican
- 1973 : mort après un cardinalat de 42 ans et 229 jours

## Publications
- A. Liénart, L'âme d'un régiment : l'Abbé Thibaut : aumônier du ler R.I., Cambrai, Oscar Masson, 1922, 109 p. (présentation en ligne)
- Abbé Achille Liénart (préf. Catherine Masson), Journal de guerre 1914-1918, Villeneuve-d'Ascq, Presses universitaires du Septentrion, 2008 (ISBN 978-2-7574-0073-9)